# 前橋刑務所

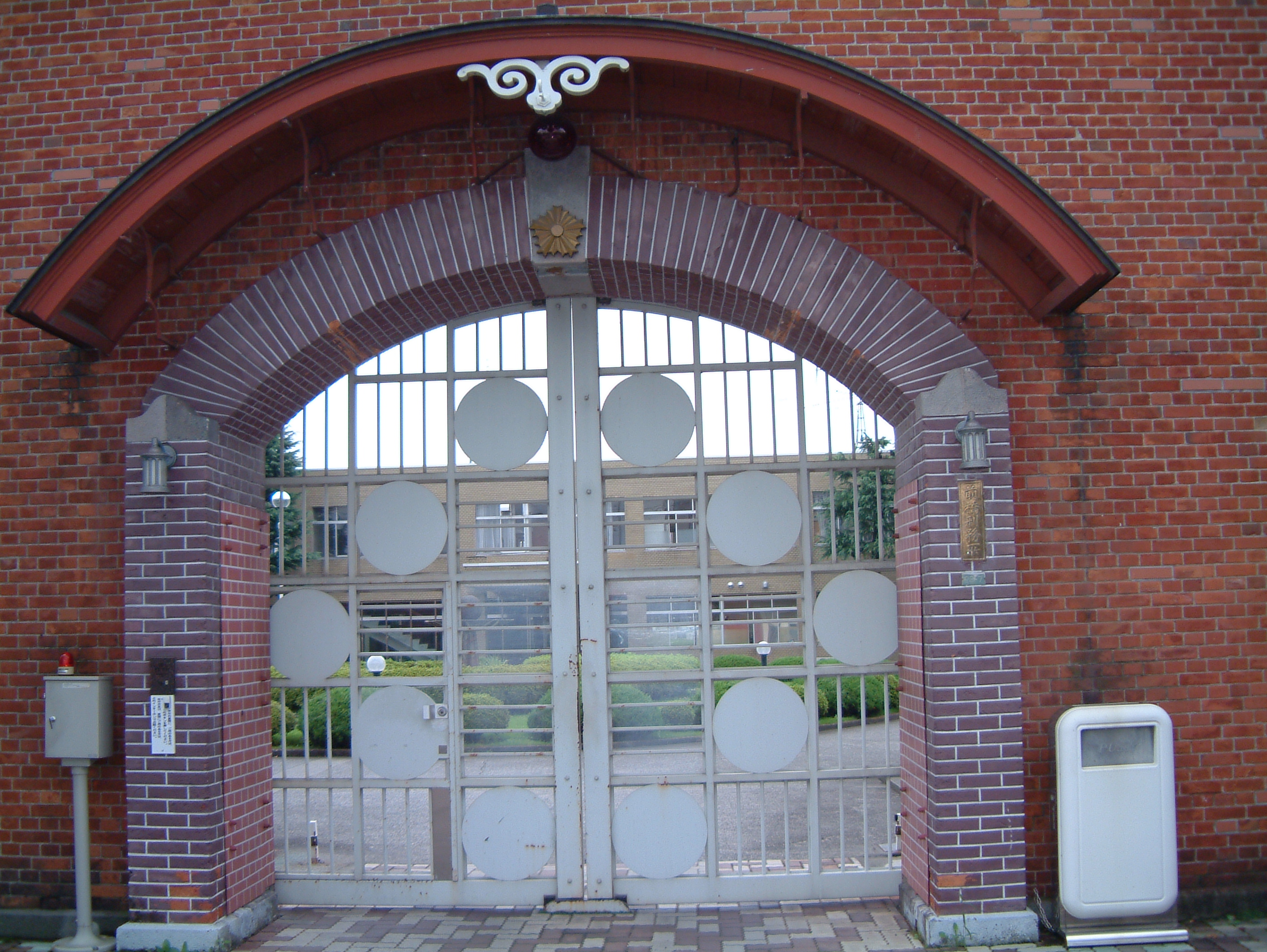
前橋刑務所表門

前橋刑務所（まえばしけいむしょ）は、法務省矯正局の関東矯正管区に属する刑務所。
下部機関として足利拘置支所、高崎拘置支所、太田拘置支所の3ヶ所の支所を持つ。

## 所在地
- 〒371-0805 群馬県前橋市南町1-23-7
  - JR東日本両毛線前橋駅から徒歩約10分
  - JR東日本上越線新前橋駅から徒歩約15分
  - 関越自動車道前橋ICから車で約10分

## 収容分類級
- B級

再犯者・暴力団員の短期処遇を目的とする男子刑務所。

## 収容定員
- 716人

## 沿革
- 1888年（明治21年） - 前橋監獄として東群馬郡宗甫分村（1889年（明治22年）に同郡前橋町に合併）の現在地に開設。
  - 開設時から1889年（明治22年）にかけ - レンガ積みの塀が整備された。
- 1922年（大正11年）10月 - 前橋刑務所に改称。
- 1945年（昭和20年）
  - 2月8日 - 東京造船部隊として石川島造船に出役していた受刑者が空襲に遭い4人死亡、7人軽傷。
  - 3月10日 - 東京大空襲。東京造船部隊の受刑者13人死亡、職員1人重傷[1]。
  - 8月5日 - アメリカ軍の前橋空襲により被災、刑務所職員および受刑者39名が死亡。
  - 勢多郡宮城村大字苗ヶ島（現・前橋市苗ヶ島町）に付属施設「赤城農場」を開設、初犯者や短期収容者を収容して農作業等を課した（1986年（昭和61年）閉鎖され、跡地に赤城高原牧場クローネンベルクが開設される）。
- 1946年（昭和21年）12月19日 - 太田刑務支所が設けられた[2]。

## 組織
所長の下に2部1課を持つ2部制である。
- 総務部（庶務課、会計課、用度課）
- 処遇部（処遇担当、企画担当）
- 医務課

## 外観・設備
- 木工・印刷・洋裁・金属・革工工場
- 電子部品加工工場
- 各種軽作業工場

## 市街地への立地と煉瓦塀
群馬県庁本庁舎・前橋市役所本庁舎から南方へ2km弱、利根川東岸間際に位置し、北方を両毛線が通過する。
歴史の古い刑務所であり、明治時代の開設時こそ市街地から離れた場所であったが、その後の都市化進行によって西側の利根川を除く三方を住宅地に囲まれる状態となっている。1960年（昭和35年）の参議院委員会答弁でも既に著しい老朽化と市街地立地の状況が認識され、早くから移転が取り沙汰されていたが実現することなく、収容能力の逼迫に伴い、現在地での収容棟新築などが進められた。現在でも市街地内の広大な1ブロックを占めたまま現在地に存続する。
1888年（明治21年）建設で木造の旧・雑居房は、骨格こそ洋式の手法を取り入れながら日本家屋のような瓦屋根の外観と日本式の監房を備える過渡期の建築であり、現在は博物館明治村に縮小移築されている。建設時の全体レイアウトは監視塔を中心に4棟の獄舎が放射状に配置されるという、当時アメリカで研究されていた刑務所構造を取り入れた先駆例であった。
外堀に囲まれた赤煉瓦の正門・外壁は開設当初からのもので、細やかな部分に意匠が凝らされ、地元出身の詩人・萩原朔太郎の詩の題材ともなった。旧・網走監獄と並んで、古典的な「監獄」のイメージに相応しい外観や、かつて長期受刑者の収容先として知られた歴史などを併せ持ったことで、映画のロケーションなどにも多用されている。部分改築を受けつつも築造後120年に渡り供用されており、群馬県近代化遺産に指定されている。
全国の刑事施設でれんが造りの外塀が現存しているのは同刑務所と網走刑務所の2カ所のみといい、歴史的価値の高さから2021年12月、市景観資産に登録された。